# Giuseppe Amato (politico)
Giuseppe Amato (Licata, 31 ottobre 1941) è un politico italiano.

## Biografia
Laurea in medicina e chirurgia, dirigente della pubblica amministrazione, è attualmente esponente di Forza Italia. È stato eletto alla Camera dei deputati nel 1996, e poi riconfermato nel 2001 nel collegio maggioritario di Licata, in Sicilia, in rappresentanza della coalizione di centrodestra.